# 馬克薩斯島盔魚
馬克薩斯島盔魚，為輻鰭魚綱鱸形目隆頭魚亞目隆頭魚科的其中一種，分布於中東太平洋的馬克薩斯群島海域，棲息深度可達30公尺，體長可達23公分，棲息在礁石區，生活習性不明。

## 擴展閱讀
維基物種上的相關：馬克薩斯島盔魚